# Macromitrium leprieurii
Macromitrium leprieurii är en bladmossart som beskrevs av Montagne 1840. Macromitrium leprieurii ingår i släktet Macromitrium och familjen Orthotrichaceae. Inga underarter finns listade i Catalogue of Life.